# Stelgistrum beringianum
Stelgistrum beringianum е вид лъчеперка от семейство Cottidae.

## Разпространение и местообитание
Видът е разпространен в САЩ (Алеутски острови и Аляска).
Среща се на дълбочина от 52 до 87 m, при температура на водата около 3,7 °C и соленост 33,2 ‰.